# What's Going On (Artists Against AIDS Worldwide)
What's Going On è un singolo di beneficenza del supergruppo Artists Against AIDS Worldwide, cover dell'omonimo brano di Marvin Gaye.

## Composizione e pubblicazione
Nell'ottobre 2001, un gruppo di popolari artisti, riuniti sotto il nome collettivo "Artists Against AIDS Worldwide" pubblicarono un album contenente numerose versioni di "What's Going On", i cui ricavi sono stati devoluti in beneficenza ad un programma per curare l'AIDS in Africa ed altri paesi del terzo mondo. Jermaine Dupri e Bono hanno curato la produzione del singolo, fra i cui interpreti sono compresi Christina Aguilera, Britney Spears, Gwen Stefani, 'N Sync, Destiny's Child, Monica, Nora Gaye (figlia di Marvin Gaye), e molti altri. La canzone è stata registrata poco dopo gli Attacchi dell'11 settembre 2001, e poco dopo si decise che parte dei proventi del singolo sarebbero stati devoluti alla Croce Rossa.

### Artisti partecipanti al progetto
- Christina Aguilera
- Backstreet Boys
- Mary J. Blige
- Bono
- Sean Combs
- Destiny's Child
- Jermaine Dupri
- Fred Durst dei Limp Bizkit
- Eve
- Nelly Furtado
- Nona M. Gaye
- Darren Hayes
- Wyclef Jean
- Alicia Keys
- Aaron Lewis dei Staind
- Lil Kim
- Jennifer Lopez
- Monica
- Nas
- Ja Rule
- Nelly
- *NSYNC
- Gwen Stefani
- Britney Spears
- Michael Stipe dei R.E.M.
- Usher